# Lịch sử của Manchester United F.C. (1986–2013)
Câu lạc bộ bóng đá Manchester United không có được những thành công lớn như vậy cho đến thập niên 1990 và những năm đầu 2000, khi Sir Alex Ferguson dẫn dắt đội đoạt 8 chức vô địch giải ngoại hạng trong 11 mùa giải. Vào năm 1999, Manchester United trở thành đội bóng đầu tiên đoạt ba chức vô địch trong một mùa giải - Ngoại hạng Anh, cúp FA và UEFA Champions League - một kỉ lục đến giờ vẫn chưa bị phá vỡ. Câu lạc bộ được vận hành dưới dạng công ty tránh nhiệm hữu hạn cổ phần từ 1991, và khả năng bị giành quyền kiểm soát là rất cao. Sự cố gắng tiếp quản câu lạc bộ của Rupert Murdoch đã bị ngăn chặn bởi chính phủ Anh vào năm 1999, nhưng vào năm 2005 Malcolm Glazer hoàn thành một cuộc tiếp quản không thân thiện, bất chấp sự ngăn cản đáng kể từ nhiều cổ động viên của United.
Vào cuối mùa giải 2012-13 Sir Alex Ferguson tuyên bố nghỉ hưu và chọn HLV của Everton lúc đó là David Moyes thay thế nhưng chỉ sau 10 tháng, đến cuối mùa giải 2013-14 ông đã bị sa thải. Vào ngày 19 tháng 5 năm 2014, HLV của Đội tuyển bóng đá quốc gia Hà Lan Louis van Gaal được bổ nhiệm làm huấn luyện viên mới của câu lạc bộ. Trận đấu đầu tiên dưới triều đại của HLV Louis van Gaal là chiến thắng 7-0 trước LA Galaxy tại Mỹ.

## Kỷ nguyên của Sir Alex Ferguson (1986-1999)
Alex Ferguson thay thế Atkinson  dẫn dắt đội và kết thúc mùa giải ở vị trí 11. Mùa giải tiếp theo (1987-88), United kết thúc ở vị trí thứ hai, với việc Brian McClair trở thành cầu thủ United đầu tiên sau George Best ghi được 20 bàn trong một mùa.
Tuy nhiên, United đi xuống vào năm 1989, với nhiều bản hợp đồng của Ferguson không được như sự trông đợi của người hâm mộ. Đã có sự suy đoán rằng Ferguson sẽ bị sa thải vào đầu năm 1990 nhưng chiến thắng tại vòng ba của FA Cup trước Nottingham Forest đã cứu vãn cả mùa giải và United đoạt vô địch FA Cup mùa này.
United giành chiến thắng tại Cúp các nhà vô địch Cúp quốc gia châu Âu (European Cup Winners' Cup) vào mùa 1990-91, đánh bại nhà vô địch Tây Ban Nha Barcelona ở trận chung kết, nhưng ở mùa giải tiếp theo Manchester United để tuột chức vô địch giải quốc gia về tay địch thủ Leeds United. Trong lúc ấy vào năm 1991 câu lạc bộ được tung ra thị trường chứng khoán Luân Đôn với giá 18 triệu bảng Anh, do đó mang vấn đề tài chính của United ra trước công chúng, điều mà trước đó chưa từng xảy ra.
Vụ chuyển nhượng Eric Cantona vào tháng 11 năm 1992 mang đến cho United sức mạnh lớn, và họ kết thúc mùa giải 1992-93 với chức vô địch lần đầu sau năm 1967. Họ giành cú đúp (vô địch giải Ngoại hạng và FA Cup) lần đầu tiên vào mùa giải tiếp theo, nhưng huấn luyện viên huyền thoại đồng thời là chủ tịch câu lạc bộ Matt Busby mất vào ngày 20 tháng 1 năm 1994.
Ở mùa giải 1994-95, Cantona nhận án treo giò 8 tháng vì nhảy vào khán đài và tấn công một cổ động viên của Crystal Palace F.C.. Thua hai trận cuối cùng khiến cho United thành kẻ về nhì cả ở giải Ngoại hạng và FA Cup. Ferguson sau đó đã bán đi các cầu thủ chủ chốt và thay họ bằng các cầu thủ từ đội hình trẻ. Tuy vậy các cầu thủ trẻ, một vài trong số họ sau này nhanh chóng trở thành những cầu thủ nổi tiếng thế giới, đã thi đấu tốt một cách đáng ngạc nhiên và United giành cú đúp lần nữa ở mùa giải 1995-96.
Họ đoạt vô địch giải Ngoại hạng năm 1997, và Eric Cantona chia tay với sự nghiệp bóng đá ở tuổi 30, sớm hơn một vài năm so với phần lớn các cầu thủ khác. United khởi đầu mùa giải tiếp theo một cách suôn sẻ nhưng cuối cùng một loạt những chấn thương khiến họ về nhì cả giải Ngoại hạng Anh và FA Cup sau Arsenal F.C.

### Cú ăn ba (1998–1999)
1998-99 là mùa giải thành công nhất trong lịch sử câu lạc bộ, Manchester United trở thành đội bóng Anh đầu tiên đạt được cú ăn ba - vô địch cả giải Ngoại hạng Anh, FA Cup và Champions League trong một mùa giải. Trận chung kết Champions League hết sức thú vị khi United bị dẫn 1-0 khi trận đấu chỉ còn 1 phút, tuy nhiên hai bàn thắng ghi được ở phút bù giờ đã giúp họ giành được chiến thắng từ tay Bayern München. Hai tiền vệ trung tâm chủ chốt của United, Roy Keane và Paul Scholes, không được dự trận đấu này vì bị treo giò. Sau đó Ferguson được phong tước hiệp sĩ vì những đóng góp cho bóng đá Anh.

### Sau cú ăn ba

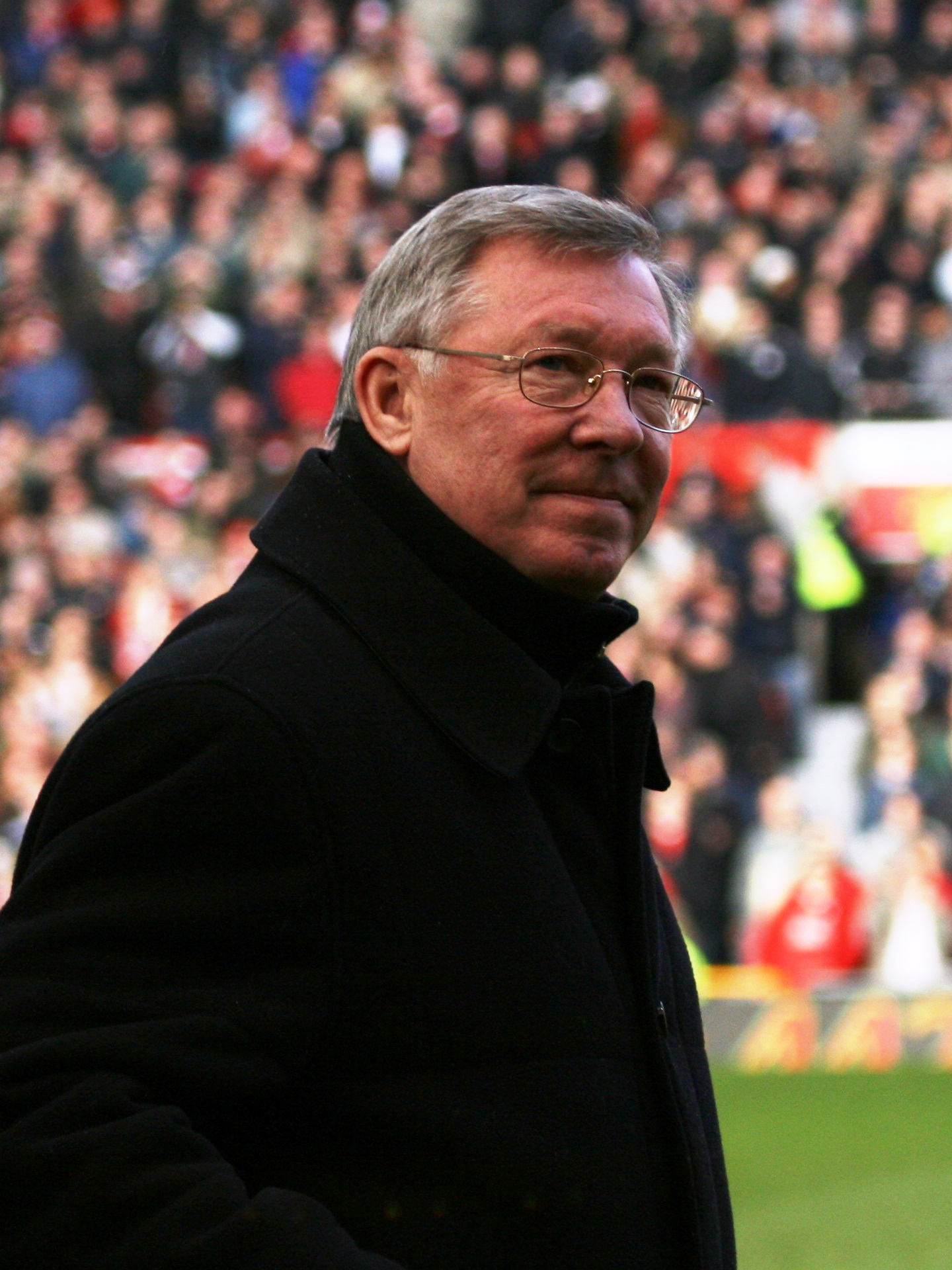
Sir Alex Ferguson

United đoạt vô địch giải Ngoại hạng các năm 2000 và 2001 nhưng báo giới cho rằng những mùa giải này là thất bại vì đã thi đấu không thành công tại Champions League. Ferguson sử dụng lối chơi thiên về phòng thủ nhiều hơn khiến United khó bị đánh bại tại châu Âu nhưng điều đó đã không thành công, United kết thúc mùa giải 2002 ở vị trí thứ 3. Họ giành lại chức vô địch ở mùa giải 2002-03, nhưng phong độ đi xuống khi Rio Ferdinand nhận án treo giò 8 tháng vì bỏ lỡ một buổi kiểm tra doping. Họ chỉ vô địch F.A. Cup năm 2004, tuy nhiên đã loại Arsenal (vô địch giải Ngoại hạng Anh mùa này) trên đường đến trận chung kết.
Mùa giải 2004-05 United tiếp tục thi đấu không thành công vì khả năng ghi bàn kém cỏi, và United kết thúc mùa giải chỉ với một phần thưởng an ủi Carling Cup và chỉ về thứ 3 ở giải Ngoại hạng. Lúc này mặc dù chơi hay hơn Arsenal trong trận chung kết nhưng United bị thua sau loạt penalty. Cuối mùa giải đó Malcolm Glazer mua lại câu lạc bộ và biến nó thành tài sản riêng của mình.
United mở đầu mùa giải 2005-06 không suôn sẻ, với việc đội trưởng Roy Keane rời câu lạc bộ sau khi chỉ trích công khai đồng đội, và sau khi thi đấu tệ hại ở vòng bảng, lần đầu tiên sau hơn 10 năm họ không được dự vòng đấu loại trực tiếp UEFA Champions League.
Nhưng 3 năm sau đó là quãng thời gian tuyệt vời của MU, giành 3 chức vô địch Premier League liên tiếp, 1 cúp Champions League sau chiến thắng nghẹt thở trước Chelsea(2007-2008), 1 cúp thế giới Các câu lạc bộ tại Nhật Bản(2008-2009) và những thành công trên thị trường chuyển nhượng. Nhưng điều đáng tiếc nhất là MU đã không bảo vệ được chức vô địch Champions League năm 2008-2009 trước Barcelona. Và đó cũng là trận đấu cuối cùng của Cristiano Ronaldo với MU.

### Vụ tiếp quản của Malcolm Glazer
Vào ngày 12 tháng 5 năm 2005, Malcolm Glazer - một doanh nhân Mỹ - đưa ra lời đề nghị mua lại câu lạc bộ với giá khoảng 800 triệu bảng Anh (1.47 tỉ dollar Mỹ). Vào ngày 16 tháng 5, ông tăng lượng cổ phần của mình tại United lên 75% - một tỉ lệ đủ để đưa câu lạc bộ ra khỏi thị trường chứng khoán và trở thành tài sản cá nhân, đồng thời thông báo rằng điều đó sẽ được thực hiện trong vòng 20 ngày. Vào ngày 7 tháng 7, Glazer chỉ định các con trai là Joel, Avram và Bryan làm giám đốc, cùng lúc đó Sir Roy Gardner từ chức chủ tịch cùng với hai giám đốc khác. Để phản đối, một nhóm người hâm mộ đã thành lập câu lạc bộ nhỏ, F.C. United of Manchester.
Một vài người hâm mộ United bày tỏ sự lo lắng khi câu lạc bộ rơi vào tay Glazer đã để lại cho United khoản nợ 265 triệu bảng, họ lo rằng Manchester United sẽ không có tiền để cạnh tranh trên thị trường chuyển nhượng với Liverpool, Real Madrid hay Chelsea. Glazer khẳng định rằng Sir Alex vẫn có thể liên hệ mua các tên tuổi lớn; tuy nhiên các bản hợp đồng của Ferguson từ sau tiếp quản trở nên dè dặt không bình thường.

### Mùa giải 2006-2007
Hiện nay, một kỉ nguyên mới đang hình thành trên sân Old Trafford. Ngày 6 tháng 11 năm 2006, Sir Alex Ferguson đã kỉ niệm tròn 20 năm dẫn dắt Quỷ Đỏ. Mùa giải 2006/2007 bắt đầu, Manchester United đã có được danh hiệu vô địch mùa Đông sau khi thua 2 trận, hoà 2 trận và thắng 14 trận, ghi được tổng cộng 41 bàn thắng (12 cái tên trong danh sách ghi bàn trong đó có 3 cầu thủ ghi 8 bàn là Saha - Ronaldo - Rooney) và để lọt lưới mình 9 bàn.
Manchester United đã vô địch giải Ngoại hạng trước 2 vòng đấu sau khi thắng trận derby với Manchester City 1-0, trong khi Arsenal cầm hòa Chelsea 1-1 tại Emirates.

### Mùa giải 2007-2008

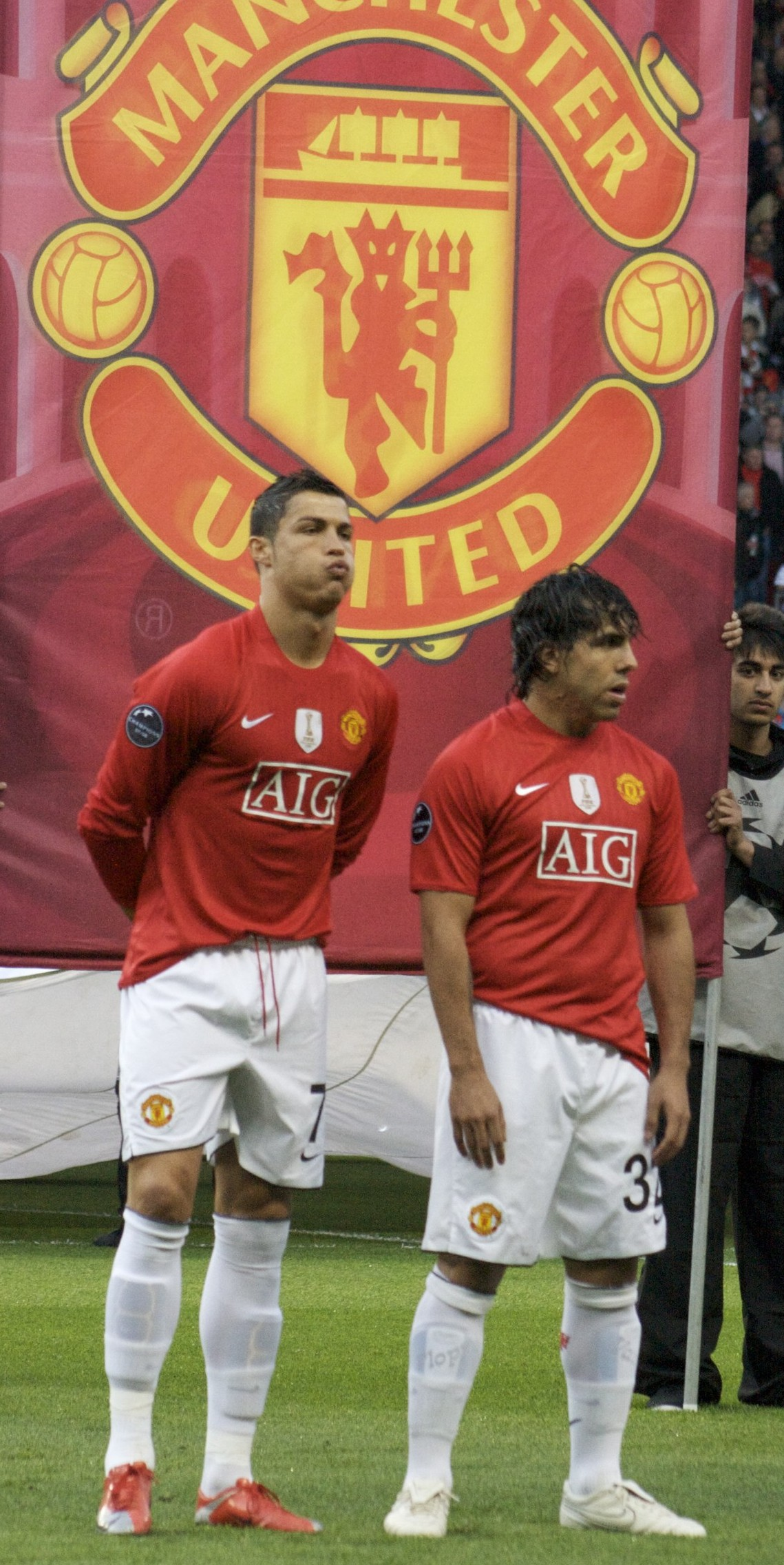
Cristiano Ronaldo và Carlos Tevez

Khác với việc chi tiêu khá dè dặt trong vài mùa giải gần đây, trước mùa giải 2007-2008, Manchester United đã không ngần ngại chi ra những khoản tiền lớn để mang về nhiều ngôi sao, đáng chú ý nhất là Carlos Tevez và Owen Hargreaves cùng hai ngôi sao trẻ Nani và Anderson.
Tuy được tăng cường về nhân sự, đương kim vô địch Giải Ngoại hạng Anh không có một khởi đầu như mong muốn. Họ mất hai trụ cột Wayne Rooney (chấn thương) và Cristiano Ronaldo (cấm thi đấu do thẻ đỏ) trong nhiều trận liền, cùng với việc Carlos Tevez chưa kịp hòa nhập với đội, hàng tấn công của Manchester United gặp rất nhiều khó khăn trong việc tìm kiếm bàn thắng.
Điều đặc biệt trong sự khởi đầu của mùa giải là chuỗi trận toàn thắng với tỉ số tối thiểu 1-0 trên khắp các mặt trận. Kết thúc chuỗi trận nghèo nàn về bàn thắng đó là chiến thằng đậm đà 4-0 trước Wigan trên sân nhà vào ngày 6 tháng 10 năm 2007. Ngày 20 tháng 10, Manchester United thắng Aston Villa 4-1 và 27 tháng 10 Manchester United giành chiến thắng 4-1 trước Middlesbrough; ngày 3 tháng 11 trên sân Emirates trận đấu giữa hai địch thủ là Arsenal và Manchester United kết quả hoà nhau với tỉ số 2-2.
Sau đó Manchester United liên tục bám đuổi Arsenal trên bảng xếp hạng. Ở vòng đấu cuối của lượt đi, Arsenal bất ngờ bị Portsmouth hạ trong khi Man Utd có chiến thắng 4-0 ngay trên sân The Light của Sunderland, và Man Utd trở thành nhà vô địch lượt đi.
Tuy nhiên không may là ngay sau đó thì họ lại thất bại trước một West Ham United, đội bóng đã 2 lần vượt qua họ mùa trước. MU đang khiến người hâm mộ họ hết sức lo lắng
Tuy vậy MU đã giành chiến thắng 1-0 trước Birmingham City và tiếp tục bán đuổi Arsenal với 2 điểm ít hơn. Ngày 12-1-2008 sau trận hòa 1-1 thất vọng của Arsenal trước Birmingham các cầu thủ MU tràn đầy khí thế khi tiếp các cầu thủ Newcastle trên sân nhà và giành chiến thắng vang dội với tỷ số 6-0, với hat-trick của C.Ronaldo và đòi lại ngôi đầu.
Ngày 19-1-2008 MU tiếp tục giành chiến thắng 2-0 trước đội bóng khó chơi Reading và giữ vững ngôi đầu.
Trong khuôn khổ cúp FA MU sẽ gặp Tottenham Hotspur tại vòng 4 sau khi vượt qua Aston Villa tại vòng 3.
Tại Champions League Man Utd là đội bóng thi đấu xuất sắc nhất tại vòng đấu bảng với 5 trận thắng và 1 trận hòa. Tại vòng 2 MU gặp đương kim vô địch quốc gia Pháp Olympique Lyonnais.
Và ngày 11-5-2008, vòng đấu cuối đầy kịch tính giữa hai cặp đấu Man Utd-Wigan và Chelsea-Bolton, khi 2 đội MU và Chelsea đều đồng điểm. Kết quả MU đã giành ngôi vô địch PL với 87 điểm (HS: 80-22), Chel 85 điểm(65-26) khi để Bolton cầm hòa 1-1
Tại Champions League Man Utd là đội bóng thi đấu xuất sắc nhất tại vòng đấu bảng với 5 trận thắng và 1 trận hòa. Tại vòng 2 MU gặp đương kim vô địch quốc gia Pháp Olympic Lyon, vượt qua AS Roma và Barcelona ở tứ kết và bán kết. Tại trận chung kết với Chelsea, họ dẫn trước 1-0 nhờ bàn thắng của Ronaldo nhưng bị gỡ hòa do công của Frank Lampard, tuy nhiên MU đã giành chiến thắng đầy vất vả sau loạt đá luân lưu kịch tính và giành được chiếc Cup C1 thứ 3 trong lịch sử câu lạc bộ.
Bên cạnh đó Cristiano Ronaldo cũng đã giành được danh hiệu tiền đạo xuất sắc nhất UEFA Champions League và danh hiệu cầu thủ xuất sắc nhất UEFA Champions League

### Mùa giải 2008-2009

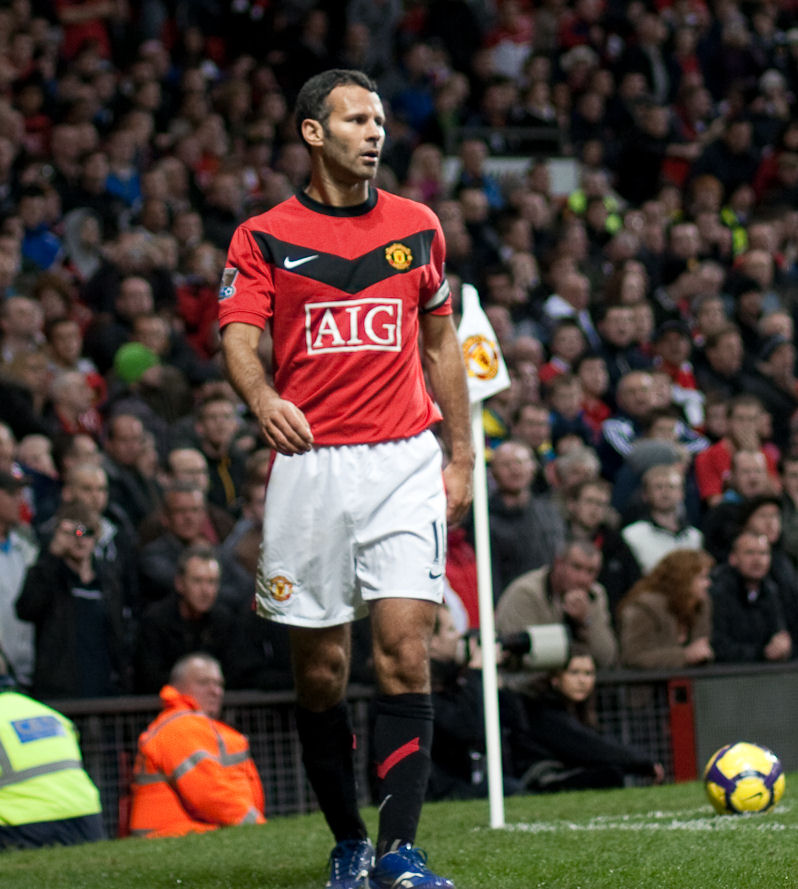
Ryan Giggs là cầu thủ thi đấu nhiều trận nhất trong lịch sử bóng đá Anh.

MU phát triển phong cách phòng thủ hơn trong mùa 2008-09, dựa vào Rio Ferdinand, Nemanja Vidić, và Patrice Evra và những người khác. Thủ môn Edwin van der Sar giữ tổng cộng 21 trận sạch lưới trong giải Ngoại hạng, từ 15 Tháng mười một - 4 Tháng ba không thủng lưới một bàn nào trong tất cả các giải.
Ngày 21 Tháng Mười Hai 2008, MU đem về phòng truyền thống một danh hiệu nữa với một chiến thắng trong FIFA Club World Cup, đánh bại LDU Quito Ecuador 1-0 tại Nhật Bản, Wayne Rooney ghi bàn thắng duy nhất. Hai tháng sau, họ đoạt League Cup, sau khi đánh bại Tottenham Hotspur 4-1 trên chấm phạt đền. Vào ngày 16 Tháng Năm, MU bảo vệ Premier League lần thứ 11 của họ - và chức vô địch quốc gia lần thứ 18 - sau trận hòa 0 -- 0 trên sân nhà với Arsenal.
Vào ngày 27 Tháng Năm 2009, Barcelona đánh bại Manchester United 2-0 trong trận chung kết Champions League tại Rome, với các bàn thắng của Samuel Eto'o và Lionel Messi.Trận chung kết Champions League là trận đấu cuối cùng cho cả Carlos Tévez. - Hợp đồng cho mượn kết thúc vào ngày 30 tháng 6 - và Cristiano Ronaldo - người đã được bán cho Real Madrid với 80.000.000 £, phá vỡ kỷ lục chuyển nhượng thế giới của Kaká từ AC Milan sang Real Madrid với giá 56.000.000 £. Tuy nhiên, Man Utd bù đắp tổn thất bằng cách ký Michael Owen miễn phí, Antonio Valencia với giá 17.000.000 £ và Gabriel Obertan với £ 3.000.000.

### Mùa giải 2009-2010
Mùa 09-10 khởi đầu tốt cho Manchester United dù vắng bóng Cristiano Ronaldo, tuy họ thua Chelsea tại siêu cúp nước Anh (hai đội hòa nhau sau 120' và phải phân thắng bại trên chấm 11m) và cú sốc 1-0 thua Burnley tại Turf Moor. Một chuỗi chiến thắng theo sau đó, bao gồm derby 4-3 thắng Manchester City, với bàn quyết định phút 96 bởi Michael Owen. Tuy nhiên, đội có màn trình diễn nghèo nàn với Liverpool, kết quả là một thất bại 2-0 ở Anfield. Vào ngày 3 tháng 1 năm 2010, Manchester United bị sốc với trận thua 1-0 đối thủ truyền kiếp Leeds United ở sân nhà trong vòng ba FA Cup.
Manchester United đánh bại Aston Villa 2-1 tại Wembley để bảo vệ League Cup, đây là lần đầu tiên trong lịch sử của câu lạc bộ mà họ bảo vệ thành công một danh hiệu trong một giải đấu loại trực tiếp.
Trong giai đoạn loại trực tiếp của Champions League, United đã hạ AC Milan. Họ giành chiến thắng đầu tiên tại San Siro 3-2, nhờ hai bàn thắng của Wayne Rooney. Trận lượt về, United nghiền nát đối thủ 4-0, với Rooney một lần nữa ghi được hai bàn thắng. Kết quả là, họ tiến vào tứ kết, với tổng tỉ số 7-2. Điều này cũng đánh dấu trận đấu trở lại của David Beckham về sân Old Trafford. Anh nhận được sự đón tiếp nồng hậu đáng kinh ngạc từ những người hâm mộ MU. Sau đó MU vào trận tứ kết gặp Bayern Munich, trận lượt đi trên sân khách mặc dù dẫn trước rất sớm từ phút thứ 2 nhờ bàn thắng của Rooney nhưng họ lại không may khi để thất bại 2-1 nhờ 2 bàn thắng của Ribéry và Olíc. Trận lượt về trên sân Old Trafford, dù sớm dẫn trước 3 bàn nhờ cú đúp của Nani và 1 bàn của Darron Gibson; tuy nhiên Munich cũng đã kịp ghi 2 bàn. Với tổng tỉ số hai lượt trận là 4-4 nhưng MU bị loại do luật bàn thắng sân khách.
Sau đó 4 ngày họ phải tiếp đón đội bóng kình địch là đối thủ cạnh tranh trực tiếp đến ngôi vô địch Premier League là Chelsea, họ đã để thua 2-1 do sự thiếu vắng chân sút chủ lực Wayne Rooney. Sau đó là trận hòa 0-0 đáng thất vọng trước Blackburn khiến họ kém Chelsea tới 4 điểm trên BXH nhưng may mắn là ở vòng đấu sau đó họ đã có chiến thắng đầy kịch tính trước Man City đội bống kình địch cùng thành phố nhờ pha lập công ở phút thứ 93 của lão tướng Paul Scholes. Sau đó Chelsea cũng thất thủ 2-1 trước Tottenham Hotspur và MU chỉ còn kém Chelsea 1 điểm và chức vô địch cũng chỉ được định đoạt trong vòng đấu cuồi cùng của mùa giải. Cuối cùng, MU không thể làm nên lịch sử với 4 lần đăng quang liên tiếp, vì Chelsea đã có chến thắng dễ dàng 8-0 trước Wigan Athletic ở vòng đấu cuối, vòng 38.

### Mùa giải 2010-2011
Họ khởi đầu mùa giải bằng chiến thắng hủy diệt Chelsea 3-1 trên sân Wembley trong trận siêu cúp Anh. Nếu xét theo bề dày lực lượng và tình hình tài chính thì đây là mùa giải rất thành công của MU. MU bước vào mùa giải mới với khoản nợ gần 700 triệu £, do đó họ đã trải qua mùa hè chuyển nhượng khá thầm lặng (2 bản hợp đồng đáng chú ý là Chicharito và Bebé; Chicharito được đánh giá là bản hợp đồng thành công nhất giải Ngoại Hạng và ngược lại đối với Bebé); và đội hình thi đấu của họ bị đánh giá khá thấp (do không có nhiều ngôi sao chất lượng nhất là sau khi CR7 ra đi năm 2009), không những so với đại kình địch Chelsea, Arsenal, mà còn với Manchester City hay Tottenham Hotspur.
MU có chiến thắng mở màn 3-0 trước Newcastle tại vòng 1. Họ thi đấu khá ổn định ở sân nhà mùa giải này, nổi bật là chuỗi 19 trận bất bại tại đấu trường Primier League (thắng 19 trận, chỉ hòa 1 trận trước WBA trong một trận cầu khó hiểu). Thành công này đến do chiến thuật xoay vòng cầu thủ và khả năng xây dựng tinh thần thi đấu kỳ tài của Sir Alex. Điều đặc biệt là MU thi đấu khá bết bát trên sân khách (chỉ thắng có 5 trận so với 11 trận của mùa trước) với những trận hòa vất vả trước Blackburn Rovers, Aston Villa, Birmingham City... và trận thua Wolverhampton tại vòng 26 (chính trận thua này đã chấm dứt chuỗi 19 trận bất bại của MU). MU đã dẫn đầu bảng xếp hạng 5 tháng (từ tháng 1/2011). Kể từ vòng 33 trở đi, khi Chelsea bắt đầu hồi sinh còn Arsenal tụt lại sau với những trận thua, thì Danh hiệu Vô Địch Premier League 2010-2011 trở nên khó đoán hơn với cuộc đua Song Mã hấp dẫn giữa Manchester United và Chelsea. Trận đấu được xem là chung kết của cả mùa giải chính là trận thư hùng giữa 2 đội này trên sân Old Trafford của MU, ở vòng 36. Kết quả MU đã giành chiến thắng 2-1 thuyết phục với các pha làm bàn của tài năng trẻ Chicharito (chỉ ngay giây thứ 36 của trận đấu sau đường chuyền của Park Ji-sung và trung vệ đội trưởng Vidíc (bàn thắng còn lại của Chelsea do công của Lampard; theo đó, MU đã bỏ Chelsea 6 điểm trên bảng xếp hạng, họ đã chạm một tay vào chức vô địch. Ở 2 vòng đấu cuối, MU có trận hòa nhọc nhằn trước Blackburn Rovers để đăng quang Primier League 2010-2011. Tuy nhiên cúp không được trao ngay trận đấu đó vì FA không muốn làm giảm sự chú ý đối với trận chung kết cúp FA giữa Manchester City với Stoke City chỉ vài giờ sau đó. Họ đã trở thành nhà vô địch với số điểm ít nhất (80 điểm) và thành tích sân khách tệ nhất trong vòng 1 thập niên qua. Nhưng bất chấp tất cả, chức vô địch này đã nâng tổng số chức vô địch đấu trường quốc nội của MU lên con số 19. Họ đã chính thức vượt mặt Liverpool để trở thành "CLB bóng đá giàu thành tính nhất nước Anh" cho đến hiện tại.
Ngoài ra, MU đã thành công khi vào đến Bán Kết Cúp FA sau khi hạ hàng loạt đối thủ trong đó đáng chú ý là Liverpool ở vòng 3 và Arsenal ở tứ kết, họ không may để thua Manchester City 0-1 (đội sau này đã giành cúp FA 2010-2011)
Ở đấu trường danh giá nhất châu Âu UEFA Champions League, MU cũng đạt được thành công khi tiến đến trận Chung Kết. Họ đã vượt qua vòng đấu bảng với thành tích 8/8 trận bất bại và là đội có hàng phòng thủ mạnh nhất (chỉ lọt lưới 4 bàn). Ở vòng 1/16, sau trận lượt đi với tỉ số 0-0, MU đã giành chiến thắng 2-1 trận lượt về với Marseille tại sân nhà Old Trafford. Ở vòng tứ kết, họ gặp CLB Chelsea. Lượt đi trên sân Stamford Bridge của Chelsea, MU đã bất ngờ giành chiến thắng 1-0 với pha lập công của Wayne Rooney. Lượt về, họ chiến thắng thuyết phục 2-1 với 2 bàn thắng của Chicharito và Park Ji-sung. Ở vòng Bán kết, MU đã vượt qua Schalke 04 ngay tại sân nhà của Schalke; một tuần sau đó ngay tại Old Trafford họ đè bẹp Schakle với tỉ số 4-1. Họ vào chung kết cúp C1 lần thứ 3 trong 4 năm. Trận chung kết diễn ra giữa FC Barcelona và Manchester United ngày 28/5/2011 tại Sân vận động Wembley (Luân Đôn, Anh) đã kết thúc với tỉ số 3-1 nghiêng về đội bóng xứ Catalunya. Barcelona giành chiến thắng xứng đáng với các pha lập công của Lionel Messi, David Villa và Pedro Rodriguéz. Sau trận đấu này Manchester chính thức chia tay 2 huyền thoại là Edwin van der Sar và Paul Scholes.
MU đã lập kỷ lục mới khi thu về hơn 62 triệu £ tiền bản quyền truyền hình cho mùa giải Primier League 2010-2011 và nhiều khoản thưởng khổng lồ từ UEFA, FA... Tình hình tài chính năm 2011 của MU đã khả quan hơn, khi dư nợ của họ chỉ còn khoảng 450 triệu €.

### Mùa giải 2012-2013
Là mùa giải thứ 21 của Manchester United tại Premier League. Tại mùa giải này MU một lần nữa giành chức vô địch giải ngoại hạng anh, CLB đã vào vòng 16 đội của UEFA Champions League 2012–13. Vào cuối mùa giải HLV Alex Ferguson chính thức nghỉ hưu vì lý do sức khỏe, nhưng vẫn sẽ ở câu lạc bộ là một giám đốc câu lạc bộ và đại sứ.

## Mùa giải 2013-2014
Vào ngày hôm sau, câu lạc bộ công bố HLV của Everton là David Moyes sẽ thay thế Ferguson từ ngày 1 tháng 7, với một hợp đồng sáu năm. Nhưng chỉ sau 10 tháng thì ông bị sa thải vào ngày 22 tháng 4 năm 2014 vì ông không thể bảo vệ danh hiệu vô địch Premier League và làm cho CLB mất suất tham dự UEFA Champions League lần đầu tiên kể từ mùa giải 1995-1996. CLB bổ nhiệm Ryan Giggs tạm thời làm cầu thủ kiêm Huấn luyện viên CLB cho đến hết mùa giải. Họ cũng không đủ điều kiện tham dự Europa League, nghĩa là lần đầu tiên Manchester United đã không đủ điều kiện cho một cuộc cạnh tranh ngôi vị vô địch châu Âu kể từ mùa 1995-1996. Ngày 19 tháng 5 năm 2014, CLB đã xác nhận bổ nhiệm Louis van Gaal thay thế cho Moyes, với một hợp đồng ba năm và bổ nhiệm Giggs là trợ lý. Malcolm Glazer, chủ sở hữu của câu lạc bộ, qua đời vào ngày 28 tháng 5 năm 2014.